# Jeunes Gens
Pour plus de détails, voir Fiche technique et Distribution.
Jeunes Gens est un film français réalisé par Pierre-Loup Rajot et sorti en 1996.

## Synopsis
Céramique (Anne Roussel) s'interroge sur le sens de sa vie et remet tout en cause.

## Fiche technique
- Titre : Jeunes Gens
- Réalisation : Pierre-Loup Rajot
- Scénario : Olivier Daniel et Pierre-Loup Rajot
- Photographie : Rémon Fromont
- Costumes : Claire Gerard-Hirne et Delphine Hayat
- Décors : Christine Destours et Thérèse Ripaud
- Son : Étienne Curchod et Pierre Mertens
- Montage : Yann Dedet et Nathalie Hubert
- Musique : Bob Boisadan
- Production : Microfilms
- Pays :  France
- Durée : 63 minutes
- Date de sortie : France - 26 juin 1996

## Distribution
- Anne Roussel : Céramique
- Jean-Pierre Lorit : Antoine
- Tom Novembre : Louis
- Roc LaFortune : l'étranger
- Myriem Roussel : Lucie
- Richard Schroeder : Paul
- Éric Bonicatto : le serveur
- Delphine Hayat : l'infirmière